# Catonella
Catonella es un género de bacterias de la familia Lachnospiraceae. Actualmente (2023) sólo contiene una especie: Catonella morbi. Fue descrito en el año 1994. Su etimología hace referencia a la microbióloga americana Elizabeth P. Cato. El nombre de la especie hace referencia a morbi, enfermedad. Se describe como gramnegativa, aunque posiblemente sea grampositiva con pared delgada, como otras bacterias de la misma familia. Es anaerobia estricta e inmóvil. Tiene un tamaño de 0,7-1,2 μm de ancho por 1,6-4,0 μm de largo, y crece en pares o en cadenas cortas. Forma colonias circulares, convexas y opacas en agar sangre. Se ha aislado de la cavidad oral, y se asocia con periodontitis.
Se ha descrito un caso clínico de endocarditis. La paciente se recuperó tras un tratamiento intravenoso con ceftriaxona 2 g/día durante 4 semanas. 